# Liste der denkmalgeschützten Objekte in Buchkirchen
Die Liste der denkmalgeschützten Objekte in Buchkirchen enthält die 4 denkmalgeschützten, unbeweglichen Objekte der Gemeinde Buchkirchen in Oberösterreich (Bezirk Wels-Land).

## Denkmäler
| Foto |                 | Denkmal                                                                      | Standort                                          | Beschreibung | Metadaten |
| ---- | --------------- | ---------------------------------------------------------------------------- | ------------------------------------------------- | --- | --- |
| ja   | Datei hochladen | Kath. Pfarrkirche hl. Jakob und Friedhof HERIS-ID: 52073 Objekt-ID: 58146    | Pfarrhofgasse Standort KG: Buchkirchen            | Die Pfarrkirche St. Jakob befindet sich am Westrand von Buchkirchen auf einer Anhöhe und besteht aus einem einschiffigen, vierjochigen Langhaus und einem einjochigen, eingezogenen Chor mit 5/8-Schluss sowie einem massiven Westturm mit Zwiebelhelm. Während Langhaus und Chor aus dem 15. Jahrhundert stammen und mehrfach verändert wurden, wurde der Hochaltar 1893 in manieristisch-frühbarocker Form des Historismus und die Seitenaltäre 1799 im klassizistischen Stil geschaffen. | BDA-Hist.: Q25344591 Status: § 2a Stand der BDA-Liste: 2025-06-30 Name: Kath. Pfarrkirche hl. Jakob und Friedhof GstNr.: .408, 1437 Sankt Jakob (Buchkirchen) |
| ja   | Datei hochladen | Pfarrhof mit Ummauerung HERIS-ID: 52072 Objekt-ID: 58144                     | Pfarrhofgasse 2 Standort KG: Buchkirchen          | Die schlossartige Anlage mit vier Takten umschließt einen nahezu quadratischen Hof. Das Gebäude erlebte mehrere Bauperioden, wobei der zur Kirche liegende Trakt auf einen spätgotischen Bauteil aufbaut und im dritten Viertel des 16. Jahrhunderts ausgebaut wurde. Bis 1593 erfolgte auch die Errichtung des Süd- und Westtraktes, 1651 erfolgte schließlich der Ausbau zur vierseitigen Anlage, die mittels Runderkern, Erkern und gestuftem Giebelauszug akzentuiert wurde.            | BDA-Hist.: Q38049042 Status: § 2a Stand der BDA-Liste: 2025-06-30 Name: Pfarrhof mit Ummauerung GstNr.: .411, 1439 Pfarrhof Buchkirchen                       |
| ja   | Datei hochladen | Kath. Filialkirche hl. Margareta HERIS-ID: 52401 Objekt-ID: 59080            | bei Mistelbacher Straße 13 Standort KG: Mistlbach | Die Filialkirche hl. Margareta liegt nordöstlich von Schloss Mistelbach an der Straße nach Scharten und wurde Ende des 17. Jahrhunderts neu errichtet, wobei vermutlich bereits 985 eine Kirche in Mistelbach bestanden hat. Das barocke, dreijochige Langhaus mit Dachreiter besitzt einen einjochigen, eingezogenen Chor mit 3/8-Schluss und ist mit einem barocken Hochaltar mit Gemälde der Kreuzigung, der heiligen Margareta sowie mehreren Heiligenfiguren ausgestattet.             | BDA-Hist.: Q38051063 Status: § 2a Stand der BDA-Liste: 2025-06-30 Name: Kath. Filialkirche hl. Margareta GstNr.: .8                                           |
| ja   | Datei hochladen | Schloss Mistelbach samt ehem. Wassergraben HERIS-ID: 86145 Objekt-ID: 100421 | Schlossweg 1 Standort KG: Mistlbach               | Der im Kern vielleicht mittelalterliche, mehrflügelige Bau wurde im frühen 17. Jahrhundert umgebaut und 1898 als Schule adaptiert, wobei das Schloss aufgestockt und um einen weiteren Flügel mit Turm erweitert wurde. | BDA-Hist.: Q2242431 Status: § 2a Stand der BDA-Liste: 2025-06-30 Name: Schloss Mistelbach samt ehem. Wassergraben GstNr.: .1, 29, 31 Schloss Mistelbach       |